# Население Нигерии

Изменение численности населения Нигерии с 1801 по 2023 год.

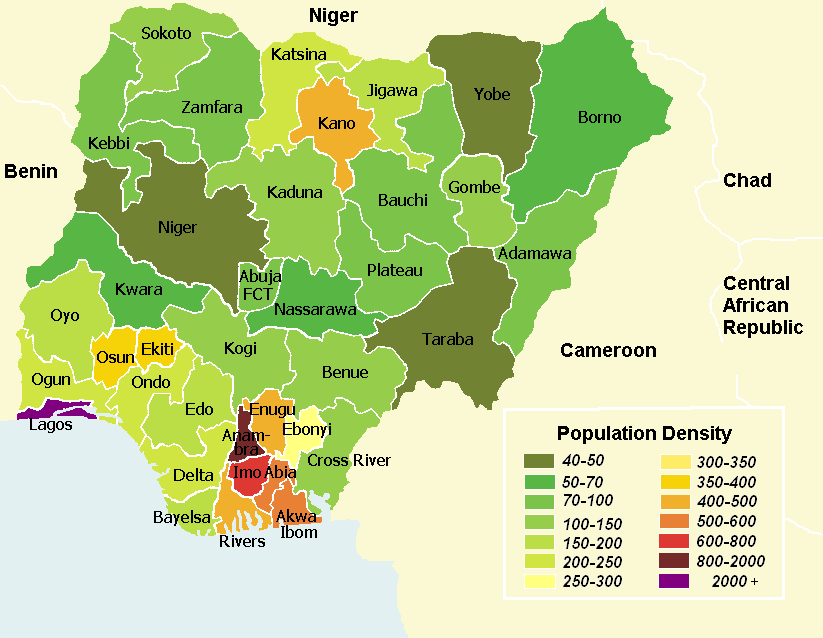
Плотность населения Нигерии по штатам

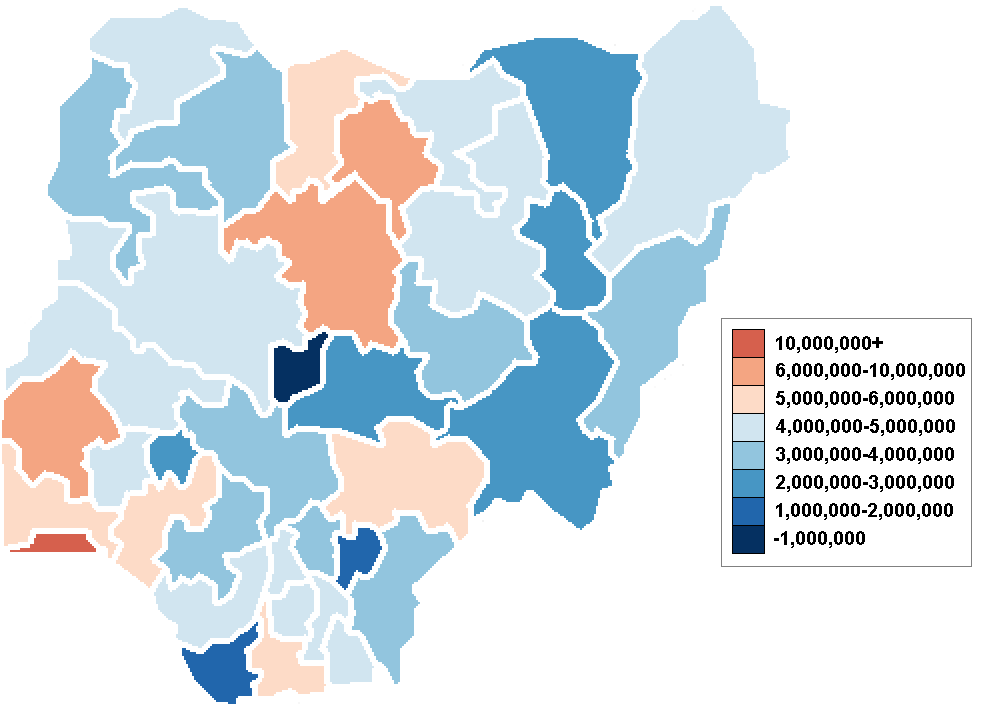
Всё население

Нигерия является безусловным лидером стран Африки по количеству населения. Во второй половине XX века страна вступила в фазу демографического взрыва, который продолжается и в начале XXI века: с 1960 по 2016 годы население Нигерии выросло с 45,2 млн. в 1960 г. до 186 млн. в 2016. По стране в целом сохраняется чрезвычайно высокий уровень фертильности женщин: около 4,6 детей в среднем на женщину по данным за 2022 год. По прогнозам учёных из Вашингтонского университета, опубликованного в медицинском журнале «The Lancet» 14 июля 2020 года, население Нигерии к 2100 году вырастет до 791 миллиона человек, что сделает её второй по населению страной в мире после Индии, где к тому времени население снизится до 1,09 миллиарда человек (а Китай будет только третьей по населению страной в мире, так как его население снизится до 732 миллионов человек). Ряд исследователей приводит Нигерию как пример настоящей демографической бомбы. Из-за параллельно ухудшающихся условий жизни и нехватки различного рода ресурсов Нигерия превратилась в одну из важнейших стран эмиграции, а нигерийская диаспора в настоящее время присутствует на всех континентах мира. Маршруты эмиграции из перенаселённой Нигерии также приобретают всё более изощренный характер.

## Демография
Численность населения Нигерии — 229 568 727 чел. (оценка на 2022 г.).
Годовой прирост — 2,4 %
Фертильность — 4,6 рождений на женщину (2022)
Младенческая смертность — 94 на 1000
Средняя продолжительность жизни — 58 лет у мужчин, 63 года у женщин.
Заражённость вирусом иммунодефицита (ВИЧ) — 3,1 % (оценка 2007).
Динамика численности представлена в нижеследующей таблице:
| Год            | Население   |
| -------------- | ----------- |
| 1              | 1 500 000   |
| 500            | 3 000 000   |
| 1000           | 7 000 000   |
| 1500           | 15 000 000  |
| 1600           | 16 000 000  |
| 1700           | 17 000 000  |
| 1800           | 18 000 000  |
| 1850           | 19 000 000  |
| 1900           | 20 950 000  |
| 1910           | 21 500 000  |
| 1920           | 22 000 000  |
| 1930           | 22 756 000  |
| 1940           | 27 307 000  |
| 1950           | 31 796 939  |
| 1960           | 41 547 479  |
| 1970           | 55 585 637  |
| 1980           | 74 821 273  |
| 1990           | 96 603 759  |
| 2000           | 123 178 818 |
| 2009           | 151 030 462 |
| 2050 (прогноз) | 377 919 013 |
| 2100 (прогноз) | 546 381 293 |

## Региональные различия
Благодаря усилиям профессора О. Рансом-Кути, занимавшего пост министра здравоохранения при президенте И. Бабангиде в 1988 г., была сделана первая попытка внедрить планированный подход к снижению рождаемости в стране, однако она была по большей части дискредитирована многими слоями нигерийского общества. При этом первые усилия по-видимому лишь усугубили региональный раскол по религиозному признаку. На севере страны, где проживает преимущественно мусульманское население, рождаемость продолжает оставаться на рекордно высоком уровне: до 6,7 живорождений в среднем на женщину на северо-западе и до 6,3 в среднем на северо-востоке в 2013 году. При этом в южных районах страны эти значения уже опустились до экономически более приемлемых значений: от 4,3 до 4,7 ребенка на женщину. Но средний по стране показатель остается на очень высоком по современным меркам уровне: 5,5 живорождений в среднем на женщину. Даже если он будет снижаться, рост населения будет продолжаться по инерции в прежних абсолютных (и даже, возможно, возрастающих) объемах еще очень долго. Российский демограф Сергей Иванов в 2017 году отметил уникальность демографической ситуации в Нигерии из-за сочетания изначально большого размера населения с необычайно быстрыми и крайне медленно снижающимися параметрами его воспроизводства.

## Этноязыковой состав

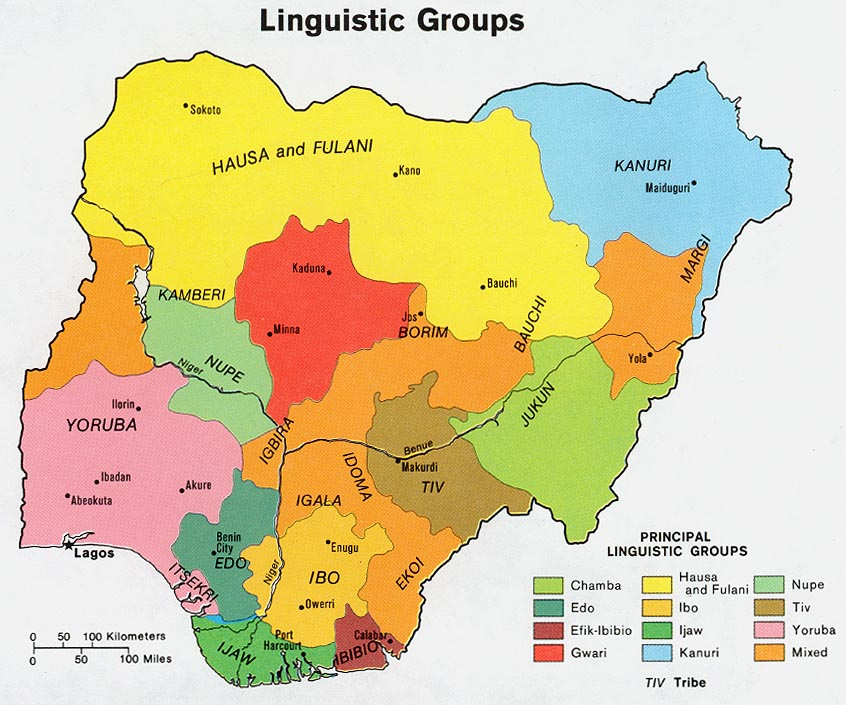
Этнический состав на 1979 г.

Этнический состав: более 250 аборигенных народов и племен. Наиболее крупные народности: хауса — 21 %, йоруба — 21 %, игбо (ибо) — 18 %, фульбе (фулани, фула) — 11 %, ибибио — 5 %, канури — 4 %, бини (эдо) — 3 %, тив — 2,5 %, иджо — 2 % и др.
Народы, говорящие на языках чадской семьи: баде, болева, хауса и другие.
Грамотность населения старше 15 лет — 68 % (оценка 2003).

## Религии
Религии: мусульмане — 53 % (хауса, фульбе и часть йоруба);
христиане — 45,7 % — 50,8 % (игбо и большая часть йоруба); традиционные религии — 1,4 %. Доля мусульман имеет тенденцию к росту за счёт более высокой рождаемости.